# جيم كرايغ
جيم كرايغ (بالإنجليزية: Jim Craig)‏ (و. 1943  م) هو لاعب كرة قدم، ومدرب كرة قدم، من المملكة المتحدة، ولد في غلاسكو، يلعب كظهير (كرة القدم).

## التعليم
تعلم في جامعة جلاسكو.

## روابط خارجية
- جيم كرايغ على موقع الاتحاد الأوربي (الإنجليزية)
- جيم كرايغ على موقع الاتحاد الإسكتلندي (الإنجليزية)
- جيم كرايغ على موقع قاعدة بيانات كرة القدم.إي يو (الإنجليزية)
- جيم كرايغ على موقع ناشيونال فوتبول تيمز (الإنجليزية)
- جيم كرايغ على موقع عالم كرة القدم.نت (الإنجليزية)